# Ansible (szoftver)
Az Ansible olyan szoftvereszközök készlete, amely kódként teszi lehetővé az infrastruktúrát. Nyílt forráskódú, csomag szoftver-kiépítést, konfigurációkezelést és alkalmazástelepítési funkciókat tartalmaz.
Eredetileg Michael DeHaan készítette. 2015-ben vásárolta meg a Red Hat. Az Ansible-t mind a Unix-szerű rendszerek, mind a Microsoft Windows konfigurálására tervezték. Az Ansible ügynök nélküli, ideiglenes távoli kapcsolatokra támaszkodik SSH -n vagy Windows távfelügyeleten keresztül, amely lehetővé teszi a PowerShell végrehajtását. Az Ansible vezérlőcsomópont a legtöbb Unix-szerű rendszeren fut, amely képes a Python futtatására, beleértve a telepített WSL -t tartalmazó Windows rendszereket is. A rendszer konfigurációját részben a saját deklaratív nyelve határozza meg.

## Története
Az „ansible” kifejezést Ursula K. Le Guin 1966-os Rocannon világa című regényében használta, amivel a kitalált azonnali kommunikációs rendszerekre utal.
Az Ansible eszközt Michael DeHaan, a Cobbler kiépítési szerveralkalmazás szerzője és a Fedora Unified Network Controller (Func) távfelügyeleti keretrendszer társszerzője fejlesztette ki.
Az Ansible, Inc. (eredeti nevén AnsibleWorks, Inc.) a Michael DeHaan, Timothy Gerla és Saïd Ziouani által 2013-ban alapított társaság az Ansible kereskedelmi támogatására és szponzorálására. A Red Hat 2015 októberében megvásárolta az Ansible-t.
Az Ansible a Red Hat tulajdonában lévő Linux Fedora disztribúció részeként található. Elérhető a Red Hat Enterprise Linux, CentOS, openSUSE, SUSE Linux Enterprise, Debian, Ubuntu, Scientific Linux és Oracle Linux rendszereken isc az Extra Packages for Enterprise segítségével. Linux (EPEL), valamint más operációs rendszerekhez.

## Felépítése

### Áttekintés
Az Ansible segít több gép kezelésében azáltal, hogy kiválasztja az Ansible egyszerű ASCII szövegfájlokban tárolt jegyzék (inventory) részeit. A jegyzék konfigurálható. A célgép jegyzékei dinamikusan vagy felhőalapú forrásokból származhat különböző formátumokban ( YAML, INI ).
Az érzékeny adatok titkosított fájlokban tárolhatók az Ansible Vault segítségével 2014 óta. Más népszerű konfigurációkezelő szoftverekkel ellentétben – mint például a Chef, a Puppet, a Salt és a CFEngine – az Ansible ügynök nélküli architektúrát használ. Az Ansible szoftverrel, amely általában nem fut, vagy nincs is telepítve van a vezérelt csomóponton. Ehelyett az Ansible úgy vezérli a csomópontot, hogy SSH-n keresztül ideiglenesen modulokat telepít és futtat a csomóponton. A vezérlési feladat időtartama alatt a modult futtató folyamat egy JSON -alapú protokollal kommunikál a vezérlő géppel annak szabványos bemenetén és kimenetén keresztül. Ha az Ansible nem kezel egy csomópontot, akkor nem fogyaszt erőforrásokat a csomóponton, mivel nem futnak démonok vagy nincs telepítve rajta szoftver.

#### Függőségek
Az Ansible megköveteli, hogy a Python telepítve legyen az összes kezelőgépen, beleértve a pip csomagkezelőt, valamint a konfigurációkezelő szoftvert és a függő csomagokat. A felügyelt hálózati eszközök nem igényelnek több függőséget, és ügynök nélküliek.

### Vezérlő csomópont
A vezérlőcsomópont (főgazda) a célgépek (" jegyzéknek " nevezett csomópontok) kezelésére (vezérlésére) szolgál, lásd alább. A vezérlőcsomópontok csak Linuxhoz és Unix szerű rendszerekhez érhetők el. A Windows operációs rendszerek nem támogatottak. Több vezérlőcsomópont megengedett. Az Ansible nem igényel egyetlen vezérlőgépet a vezérléshez. Biztosítja, hogy egy összeomlás utáni helyreállítás egyszerű legyen. A csomópontokat a vezérlő csomópont kezeli SSH -n keresztül.

### Tervezési célok
Az Ansible tervezési céljai a következők:
- A természetesen minimalista. Az irányítási rendszerek nem várhatnak el további függőséget a környezettől.
- Szilárd. Az Ansible segítségével állandó környezetet kell létrehozni.
- Biztonságos. Az Ansible nem telepít ügynököket a csomópontokra. Csak OpenSSH és Python szükséges a felügyelt csomópontokon.
- Megbízható. Gondosan megírva az Ansible playbook idempotens lehet, hogy megelőzze a felügyelt rendszerek váratlan mellékhatásait.[20] Lehet olyan playbook-ot írni, amelyek nem idempotensek.
- Kevés tanulás szükséges hozzá. A Playbookok egy egyszerű és leíró nyelvet használnak, amely YAML és Jinja sablonokon alapul.

### Modulok
Az modulok többnyire önállóak, és egységesített szkriptnyelven (például Python, Perl, Ruby, Bash stb.) írhatók. ). A modulok egyik irányadó célja az idempotencia, ami azt jelenti, hogy egy művelet többszöri megismétlése esetén is (pl. kimaradás utáni helyreállításkor) mindig ugyanabba az állapotba hozza a rendszert.

### Jegyzék (inventory) konfiguráció
A célcsomópontok helyét a /etc/ansible/hosts (Linux rendszeren) címen található (INI vagy YAML formátumú) jegyzék konfigurációs listák határozzák meg. A konfigurációs fájl felsorolja az Ansible által elérhető minden csomópont IP-címét vagy gazdagépnevét. Ezenkívül a csomópontok csoportokhoz rendelhetők.
Példa a jegyzékre (INI formátum):
Ez a konfigurációs fájl három csomópontot határoz meg: Az első csomópontot egy IP-cím. Az utóbbi két csomópontot pedig gazdagépnevek alkotják. Ezenkívül az utóbbi két csomópont a webservers csoportjába van csoportosítva.
Az Ansible egyéni Dynamic Inventory szkriptet is használhat, amely képes dinamikusan lekérni az adatokat egy másik rendszerről, és támogatja a csoportok csoportjait.

### Előadás jegyzékek (Playbooks)
A Playbookok YAML -fájlok, amelyek a felügyelt csomópontokon végzett ismételt -végrehajtások feladatlistáit tárolják. Minden Playbook leképezi (társítja) a gazdagépek egy csoportját egy szerepkörhöz. Minden szerepkört az Ansible feladatok hívásai képviselnek.

### Ansible Automation Platform
Az Ansible Automation Platform egy REST API, webszolgáltatás és webalapú felület (alkalmazás), amelynek célja, hogy az Ansible-t elérhetőbbé tegye az informatikai ismeretek széles skálájával rendelkező emberek számára. Ez egy több összetevőből álló platform, beleértve a fejlesztői eszközöket, a műveleti felületet, valamint az Automation Mesh-et, amely lehetővé teszi az adatközpontok közötti méretű automatizálási feladatokat. Az AAP egy kereskedelmi termék, amelyet a Red Hat, Inc. támogat, de több mint 17 upstream nyílt forráskódú projektből származik, beleértve az AWX upstream projektet (korábban az Ansible Towerből származik), amely 2017 szeptembere óta nyílt forráskódú.
A Towernek volt egy másik nyílt forráskódú alternatívája is, a Go -ban írt Semaphore.

## Platform támogatás
A vezérlőgépeknek Linux/Unix gazdagépnek kell lenniük (például BSD, CentOS, Debian, macOS, Red Hat Enterprise Linux, SUSE Linux Enterprise, Ubuntu ), és Python 2.7 vagy 3.5 szükséges.
A felügyelt csomópontoknak, ha Unix-szerűek, Python 2.4-es vagy újabb verzióval kell rendelkezniük. A Python 2.5-ös vagy korábbi verziójú felügyelt csomópontokhoz a python-simplejson csomag is szükséges. Az 1.7-es verzió óta az Ansible képes kezelni a Windows csomópontjait is. Ebben az esetben az SSH helyett a WS-Management protokoll által támogatott natív PowerShell távvezérlés kerül felhasználásra.
Az Ansible telepíthető fizikai gazdagépekre, virtuális gépekre és felhőkörnyezetekre.

## AnsibleFest
Az AnsibleFest az Ansible felhasználók, közreműködők stb. közösségének éves konferenciája.
| Év   | Helyszín                                     |
| ---- | -------------------------------------------- |
| 2014 | San Francisco, Kalifornia                    |
| 2015 | London, Egyesült Királyság                   |
| 2016 | London, Egyesült Királyság                   |
| 2016 | San Francisco, Kalifornia                    |
| 2016 | Brooklyn, New York                           |
| 2017 | London, Egyesült Királyság                   |
| 2017 | San Francisco                                |
| 2018 | Austin, Texas                                |
| 2019 | Atlanta, Georgia                             |
| 2020 | A COVID-19 világjárvány miatt csak virtuális |
| 2021 | A COVID-19 világjárvány miatt csak virtuális |
| 2022 | Chicago, Illinois                            |